# Thomas Lödler
Thomas Lödler (Čakovec, 5. svibnja 1973.) je hrvatski i austrijski alpski skijaš, koji je prvi u siječnju 1998. za Hrvatski skijaški savez osvojio prve FIS bodove u Saalbach-Hinterglemmu s 26. mjestom u veleslalomu. 

## Karijera
Rođen je u Čakovcu, otkuda mu je majka rodom. Do 1996. godine je nastupao za Austrijski skijaški savez, da bi kasnije za Hrvatski skijaški savez vozio. Danas je trener austrijskog skijaškog saveza i vlasnik hotela u Lech am Arlbergu.

## Zimske olimpijske igre - Nagano 1998.
Predstavljao Hrvatsku na najvećem svjetskom događaju - Zimskim olimpijskim igrama u Naganu. I osvojio je 23. mjesto u veleslalomu.

## Vanjske poveznice
- Thomas Lödler - jedan od sudionika olimpijskih igara rođenih u Čakovcu  Arhivirana inačica izvorne stranice od 10. veljače 2011. (Wayback Machine)
- Profil Thomasa Lödlera